# Paradies 505. Ein Niederbayernkrimi
Paradies 505. Ein Niederbayernkrimi ist der Titel eines deutschen Fernsehfilms des Bayerischen Rundfunks, der am 19. Oktober 2013 erstmals ausgestrahlt wurde. Der von Max Färberböck inszenierte Film gehört zur Reihe der Heimatkrimis. Johanna Bittenbinder, Florian Karlheim und Stefan Betz sind in den Hauptrollen besetzt.

## Handlung
Durch den Fund einer weiblichen Leiche werden die Bewohner der bayerischen Gemeinde Niedernussdorf in Aufruhr versetzt. Die ortsansässige Polizeihauptkommissarin Gisela Wegmeyer beginnt gemeinsam mit dem Straubinger Kriminalhauptkommissar Florian Lederer zu ermitteln. Die Spur führt ins Wellness-Center „Paradies 505“, in dem Danijela, so der Name der Toten, gearbeitet hat. Es stellt sich heraus, dass sie regelmäßig den Niedernussdorfer Hausarzt Dr. Huber konsultierte. Dessen Befragung endet abrupt, denn der nervöse Doktor erleidet urplötzlich einen Herzinfarkt. Laut Aussage seiner schockierten Arzthelferin Jenny hatte er Herzprobleme, zudem war er auch Miteigentümer des Wellness-Centers, das sich letztlich als Puff entpuppt. 
Eine zweite Spur führt zum rothaarigen Saubauern Hias, einem Sonderling, der unter der Fuchtel seiner Mutter Jakobina steht. Der Tod Danijelas stellt sich letztlich als Unfall heraus.

## Produktion, Hintergrund
Paradies 505. Ein Niederbayernkrimi wurde von der Roxy Film GmbH im Auftrag des Bayerischen Rundfunks produziert. Die Dreharbeiten fanden vom 7. August bis 11. September 2012 in Niederbayern zwischen Simbach und Bad Griesbach und Rotthalmünster statt.
Der Film gehört zur Reihe der Heimatkrimis des Bayerischen Rundfunks und ist die Fortsetzung des Niederbayernkrimis Sau Nummer vier aus dem Jahr 2010. Er basiert auf dem Roman Unter aller Sau von Christian Limmer, von dem auch das Drehbuch stammt.

## Veröffentlichung, Einschaltquote
Die Erstausstrahlung des Films erfolgte am 19. Oktober 2013 im Bayerischen Rundfunk. Am 21. Oktober 2013 erschien der Film als Kauf-DVD bei KNM Home Entertainment.
Deutschlandweit verfolgten 1,19 Mio. Zuschauer die Erstausstrahlung dieses Kriminalfilms, davon 0,64 Mio. Zuschauer allein in Bayern.
Die Komponisten veröffentlichten unter dem Namen Dreiviertelblut die CD Lieder vom Unterholz, die unter anderen Musikstücke aus dem Film und seinem Vorgänger enthält.

## Kritik
Paradies 505 wurde von den Kritikern überwiegend positiv bewertet.
Die Frankfurter Allgemeine Zeitung nannte den Film einen „fabelhafte[n] Regionalkrimi“, der „inspiriert von David Lynch und den Coen-Brüdern“ sei.
Für Rainer Tittelbach ist die „coole Provinzposse“ Paradies 505 eine „perfekt inszenierte Gaudi.“